# Triumph (Luisiana)
Triumph es un lugar designado por el censo ubicado en la parroquia de Plaquemines en el estado estadounidense de Luisiana. En el Censo de 2010 tenía una población de 216 habitantes y una densidad poblacional de 20,73 personas por km².

## Geografía

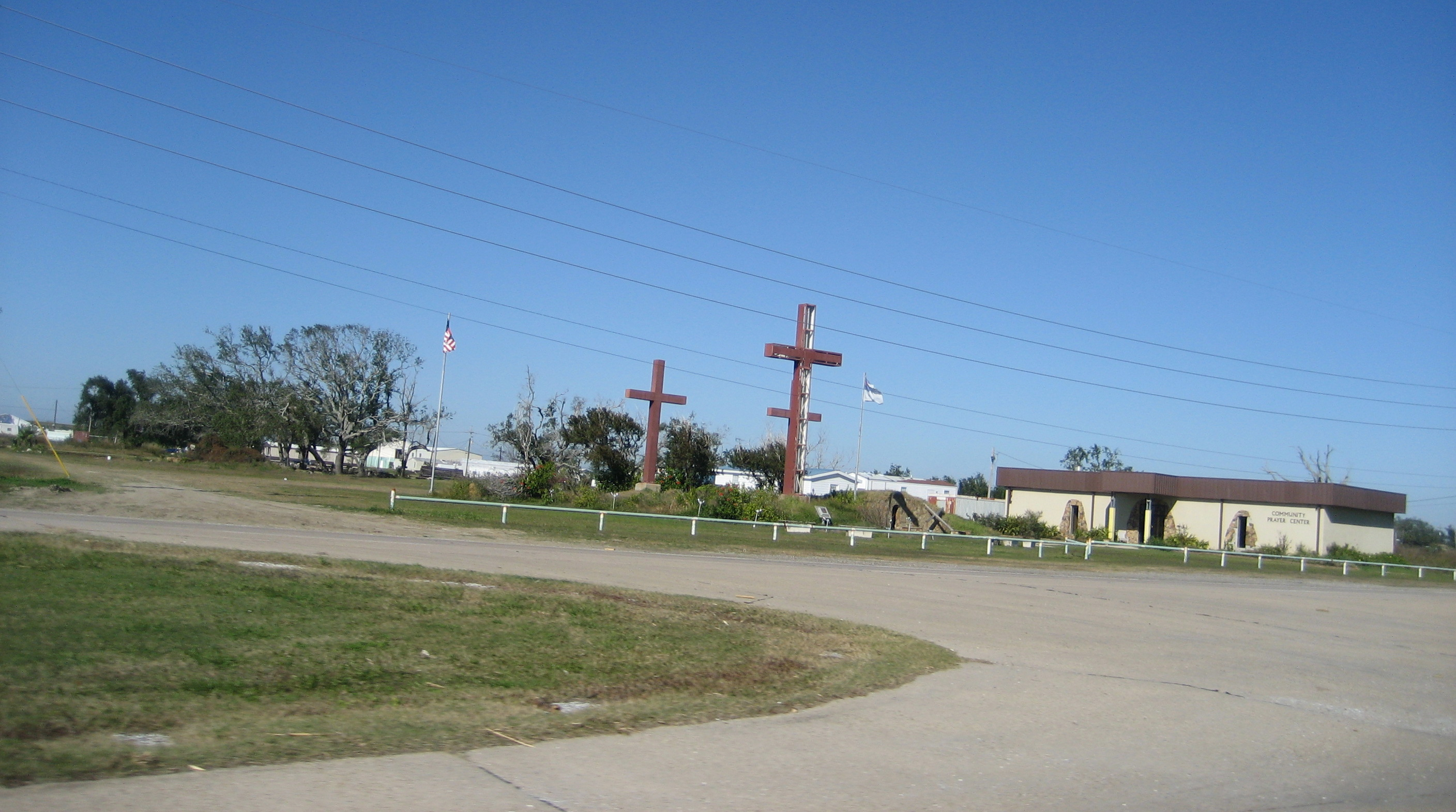
Centro de Oración en Triumph.

Triumph se encuentra ubicado en las coordenadas 29°20′23″N 89°28′56″O / 29.33972, -89.48222. Según la Oficina del Censo de los Estados Unidos, Triumph tiene una superficie total de 10.42 km², de la cual 7.21 km² corresponden a tierra firme y (30.82%) 3.21 km² es agua.

## Demografía
Según el censo de 2010, había 216 personas residiendo en Triumph. La densidad de población era de 20,73 hab./km². De los 216 habitantes, Triumph estaba compuesto por el 65.74% blancos, el 21.76% eran afroamericanos, el 0.93% eran amerindios, el 5.09% eran asiáticos, el 0% eran isleños del Pacífico, el 1.39% eran de otras razas y el 5.09% pertenecían a dos o más razas. Del total de la población el 4.17% eran hispanos o latinos de cualquier raza.